# Подмостичи
Подмостичи (укр. Підмостичі) — село в Добромильской городской общине Самборского района Львовской области Украины.
Население по переписи 2001 года составляло 174 человека. Занимает площадь 2,4 км². Почтовый индекс — 82015. Телефонный код — 3238.